# El Huracán
El Huracán fue un periódico editado en la ciudad española de Madrid entre 1840 y 1843, durante el reinado de Isabel II.

## Historia
Editado en Madrid, bajo el subtítulo «periódico de la tarde», se imprimía primer en la Imprenta de La Vega, para después hacerlo en otras, siendo la última la de Beltrán. Su primer número aparecería el 10 de junio de 1840, sucediendo a La Revolución. Salió sin título desde el 10 de noviembre de 1841 hasta mediados de enero de 1842, en que suspendió su publicación. Apareció de nuevo el 15 de marzo de 1843, aunque desaparecería otra vez el 3 de julio de 1843. Durante los años 1840 y 1841 fue diario, más adelante salía a la calle lunes, miércoles y viernes. Periódico de ideología republicana, fue dirigido por Patricio Olavarría y en él escribieron autores como Vicente Álvarez Miranda, Alfonso Acosta, Vicente Boix, Pedro García Loza, Alfonso García Tejero, Antonio Hurtado y Romualdo Lafuente.